# Kassinsaari (ö i Birkaland)
Kassinsaari är en ö i Finland. Den ligger i sjön Vaskivesi och Visuvesi och i kommunen Ruovesi i den ekonomiska regionen  Övre Birkalands ekonomiska region  och landskapet Birkaland, i den sydvästra delen av landet, 220 km norr om huvudstaden Helsingfors. Öns area är 2,1 hektar och dess största längd är 260 meter i sydöst-nordvästlig riktning.